# Die Ziege
Die Ziege (Originaltitel: The Goat; Alternativtitel: Buster Keaton wird steckbrieflich gesucht) ist eine US-amerikanische Kurzfilm-Slapstick-Komödie aus dem Jahr 1921 mit Buster Keaton in der Hauptrolle des Sündenbocks (engl. Scapegoat), der auch gemeinsam mit Malcolm St. Clair für Drehbuch und Regie verantwortlich war.

## Handlung
Mittellos schlendert Buster Keaton die Straße entlang. Zufällig schaut er durch ein vergittertes Fenster in ein Polizeigebäude hinein, wo er den Gefangenen „Totschuss-Dan“ sehen kann, von dem gerade ein Kriminalkarteifoto gemacht werden soll. Als der Kameramann kurz wegschaut, duckt sich Totschuss-Dan beiseite, betätigt den Auslöser der Kamera und schießt ein Foto von dem hinter ihm stehenden Buster, ohne dass dies von jemandem bemerkt wird. Kurz darauf flieht Totschuss-Dan aus der Gefangenschaft. Auf den später herausgegebenen Fahndungsplakaten wird Buster an seiner statt abgebildet. Nichtsahnend schlendert Buster weiter durch die Stadt. Er beobachtet einen Mann, der ein Hufeisen findet, es aufhebt, es sich, um Glück zu bekommen, über die Schulter wirft und kurz darauf eine gefüllte Brieftasche findet. Buster sucht das Hufeisen und tut es dem Mann nach, trifft aber einen Polizisten am Kopf. Auf der Flucht vor dem Verfolger und seinen Kollegen steht er einer Frau bei, die einen Streit mit einem Mann hat, wirft den Mann nieder und entkommt schließlich mit dem Zug aus der Stadt.
In einer anderen Stadt angekommen, sieht Buster sein Bild überall in den Zeitungen und auf den Fahndungsplakaten für Totschuss-Dan und glaubt, er habe den niedergeworfenen Mann getötet. Er trifft auf den ihn misstrauisch beäugenden Polizeichef, der etwas später Ziel eines Mordanschlags wird. Der Täter scheitert, drückt Buster die rauchende Pistole in die Hand und sucht das Weite, woraufhin Buster abermals verfolgt wird. Entronnen, begegnet er der Frau, der er beigestanden hatte und wird von ihr zum Abendessen eingeladen. Bei ihr zu Hause trifft er dann auf ihren Vater, der der Polizeichef ist. Der Vater jagt Buster durch den gesamten Wohnkomplex, doch Buster kann wieder entkommen und macht sich zusammen mit der Tochter des Polizeichefs davon.

## Uraufführung
Die Ziege wurde am 15. Mai 1921 in den Vereinigten Staaten uraufgeführt. Seine deutsche Erstaufführung erlebte der Film am 21. August 1925 unter dem Titel Buster Keaton wird steckbrieflich gesucht.